# Lance-flammes M2
Pour les articles homonymes, voir M2.
Le lance-flammes M2 est un lance-flammes portatif individuel américain qui fut utilisé à partir la Seconde Guerre mondiale jusqu'en 1978.
Son « burn time » ou temps de flamme était de 7 secondes et sa portée effective était d'environ 33 mètres.